# Rafael Berges
Rafael Berges (Cordova, 21 gennaio 1971) è un ex calciatore spagnolo, di ruolo difensore.

## Carriera

### Club
Cresciuto nel Córdoba, debutta fra i professionisti con la maglia del Tenerife dove milita per due stagioni.
Nel 1993 passa al Celta Vigo dove gioca per otto anni (vincendo la Coppa Intertoto 2000) e rimane fino al 2001, prima di tornare al Córdoba, dove gioca 3 partite di campionato e chiude la carriera nel 2002.

### Nazionale
Nel 1991 ha collezionato una presenza in nazionale Under 21.
Ha poi militato nella selezione olimpica ai Giochi olimpici del 1992 (vincendo la medaglia d'oro); in tale manifestazione segnò due reti, una nel 4-0 sulla Colombia nell'incontro di apertura ed una in semifinale contro il Ghana.

## Palmarès

### Club
- Coppa Intertoto UEFA: 1

Celta Vigo: 2000

### Nazionale
- Oro olimpico: Barcellona 1992